# 졸라맨
졸라맨은 김득헌의 디지털 스페이스에서 만든 여러 애니메이션 캐릭터들 가운데 하나로 2000년부터 제작되었다. 시리즈는 여러 플래시 동영상으로 이루어져 있다. 봉선화(棒線畵)로 이루어진 캐릭터와, 컴퓨터 목소리의 변조(빠르기 등의 조절)를 이용하여 졸라맨 캐릭터의 목소리를 표현해서 큰 인기를 끌었다. 전자책으로 나오기도 했으며 인형극으로 꾸며지기도 했다. 졸라맨의 인기로 이 이후 졸라맨을 닮은 다른 막대인간 캐릭터들을 졸라맨이라고 부르기도 한다.
봉선화가 가진 친숙함을 바탕으로 졸라맨과 비슷한 형태의 그림의 형태를 많이 그리는 유아, 초등학교 저학년 등 지속적인 신규 독자 창출을 이루어내었으며, 이로 인한 동세대 타 캐릭터에 비해 긴 생명력과 확장성을 가지고 있다는 강점이 있다. 현재 사업권자는 (주)유니트픽쳐스이다.

## 같이 보기
- 막대인간
- 샤오샤오